# Шопский салат
Шо́пский сала́т (болг. , макед. и серб. Шопска салата, босн. и хорв. Šopska salata, алб. Sallatë Shope, рум. Salata bulgărească, пол. Sałatka szopska, чеш. Šopský salát) — закусочный сборный салат восточноевропейской кухни, популярное блюдо в Болгарии, Северной Македонии, Сербии, Черногории, Албании, Румынии, Польше, Чехии.
В состав шопского салата входят следующие ингредиенты: помидоры, огурцы, лук, болгарский перец (сырой, маринованный или жареный), сыры брынза, сирене (шопский сыр) или фета, петрушка, оливки, оливковое масло, уксус, соль. Овощи и зелень мелко рубят, после чего посыпают тёртым сыром и приправляют маслом. Шопский салат часто употребляется в виде закуски мезе к ракии.
Название блюда восходит к шопам — этнической группе болгар Западной Болгарии. В Болгарии шопский салат считается национальным, его часто выкладывают на тарелке по порядку полос национального флага: внизу — помидоры, потом — огурцы и сверху — брынза. Считается, что салат был создан по заказу болгарской государственной компании «Балкантурист» в середине 1950-х годов.
По данным болгарского историка Стефана Дечева, национальный салат Болгарии имеет западноевропейское происхождение. В XV—XVII веках из овощей болгары употребляли только огородные травы, лук, чеснок и редьку. Салаты в болгарской кулинарной книге 1870 года не упоминаются. Согласно историческим источникам, в последние годы османского владычества болгарское меньшинство имело смутное представление о том, что такое салат. В книге по домоводству Димитар Апостолов в 1900 году предупреждал, что людям со слабым здоровьем следует есть салаты с осторожностью, потому что уксус и масло могут препятствовать пищеварению. Импорт семян овощных культур в Болгарию был налажен только в 1930-е годы. Салаты освоило сначала городское население, рецепты стали публиковаться в кулинарных книгах. Модернизация гастрономической культуры болгар шла одновременно с её национализацией, и шопский салат обрёл популярность только в 1970-е годы.